# Ulus
Ulus (rus. улус) je původem altajský výraz, který oplývá složitou sociální sémantikou podmíněnou vnějazykovými faktory. V současnosti se toto slovo používá pro označení administrativních celků v republice Sacha (Jakutsku), která je součástí Ruské federace.

## Etymologie
Výraz ulus se vyskytuje v mnohých altajských jazycích a jeho prapůvodní význam označuje osadu nebo tábořiště kočovníků. Později se význam rozšířil na rod či kmen a území, jež obývá, a zůstal v užití v administrativním dělení Jakutska.

## Jakutské ulusy
Republika Sacha se oficiálně dělí na 33 ulusů (jakut. улууһа), které by se daly přeložit jako kraje, a dvě statutární města (Jakutsk a Něrjungri). Současné ulusy se navzdory tomu, jaké územní změny Rusko prodělávalo v průběhu historie, přibližně kryjí se starými rodovými ulusy.

### Seznam ulusů republiky Sacha a jejich hlavních měst
1. Abyjský ulus (Абыйский улус) – Belaja Gora (Белая Гора)
2. Aldanský ulus (Алданский улус) – Aldan (Алдан)
3. Allaichovký ulus (Аллаиховский улус) – Čokurdach (Чокурдах)
4. Amginský ulus (Амгинский улус) – Amga (Амга)
5. Anabarský ulus (Анабарский улус) – Saskylach (Саскылах)
6. Bulunskij ulus (Булунский улус) – Tiski (Тиски)
7. Čurapčinský ulus (Чурапчинский улус) – Čurapča (Чупарча)
8. Eveno-Bytantajský národní ulus (Эвено-Бытантайский Национальный улус) – Batagaj-Alyta (Батагай-Алыта)
9. Gorný ulus (Горный улус) – Bergidesťach (Бергидестях)
10. Changalaský ulus (Хангаласский улус) – Pokrovsk (Покровск)
11. Kobjajský ulus (Кобяйский улус) – Sangar (Сангар)
12. Lenský ulus (Ленский улус) – Lensk (Ленск)
13. Megino-Kangalaský ulus (Мегино-Кангаласский улус) – Nižnij Besťach (Нижний Бестях)
14. Mirninský ulus (Мирнинский улус) – Mirnyj (Мирный)
15. Momský ulus (Момский улус) – Chonuu (Хонуу)
16. Namský ulus (Намский улус) – Namcy (Намцы)
17. Nižekolymský ulus (Нижнеколымский улус) – Čerskij (Черский)
18. Ňurbinský ulus (Нюрбинский улус) – Ňurba (Нюрба)
19. Ojmjakonský ulus (Оймяконский улус) – Usť-Nera (Усть-Нера)
20. Oljokminský ulus (Олекминский улус) – Oljokminsk (Олёкминск)
21. Oleňokský evencký národní ulus (Оленекский эвенкийский национальный улус) – Oleňok (Оленёк)
22. Srednekolymský ulus (Среднеколымский улус) – Srednekolymsk (Среднеколымск)
23. Suntarský ulus (Сунтарский улус) – Suntar (Сунтар)
24. Tattinský ulus (Таттинский улус) – Ytyk-Kjujol (Ытык-Кюёль)
25. Tomponský ulus (Томпонский улус) – Chandyga (Хандыга)
26. Usť-Aldanský ulus (Усть-Алданский улус) – Borogoncy (Борогонцы)
27. Usť-Janský ulus (Усть-Янский улус) – Deputatskij (Депутатский)
28. Usť-Majský ulus (Усть-Майский улус) – Usť-Maja (Усть-Мая)
29. Verchnekolymský ulus (Верхнеколымский улус) – Zyrjanka (Зырянка)
30. Verchneviljujský ulus (Верхневилюйский улус) – Verchneviljujsk (Верхневилйюйск)
31. Verchnojanský ulus (Верхоянский улус) – Batagaj (Батагай)
32. Viljujský ulus (Вилюйский улус) – Viljujsk (Вилюйск)
33. Žiganský ulus (Жиганский улус) – Žigansk (Жиганск)

## Sluneční ulus
Sluneční ulus v jakutštině označuje území obývané Jakuty. Souvisí to s jakutskou mytologií, kdy staří Jakuti věřili, že jsou potomky bílých nebešťanů (ajyy), a proto se nazývali ulus ajyy – kmen lidí, kteří jsou potomky nebešťanů. Přívlastek sluneční vysvětluje fakt, že v jakutském náboženství slunce hraje významnou roli a nebešťané mají v jakutské kultuře epiteton sluneční.